# Agrothereutes abbreviatus
Agrothereutes abbreviatus är en stekelart som först beskrevs av Johan Christian Fabricius 1794.  Agrothereutes abbreviatus ingår i släktet Agrothereutes och familjen brokparasitsteklar. Arten är reproducerande i Sverige.

## Underarter
Arten delas in i följande underarter:
- A. a. alsaticus
- A. a. rufopectus
- A. a. iridescens